# Oliver Braun
Oliver Braun (Hannover, 19 marzo 1973) è un ex cestista tedesco.

## Palmarès
- Coppa Korać: 1

Alba Berlino: 1994-95